# H.E.S.S.

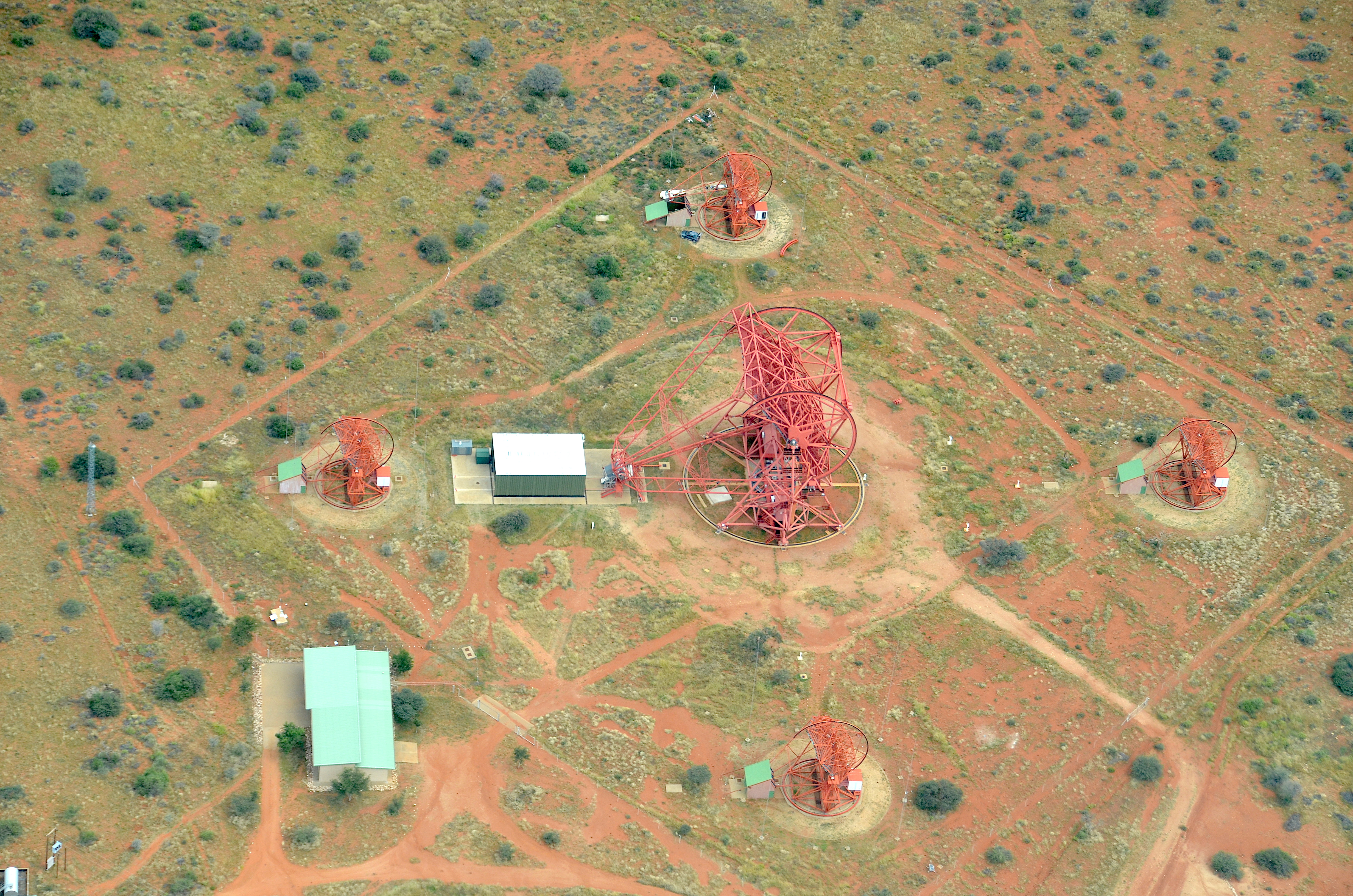
I telescopi di H.E.S.S. II visti dall'alto.

In astrofisica, H.E.S.S. (abbreviazione di High Energy Stereoscopic System) è un sistema di 4 telescopi a effetto Čerenkov per lo studio dei raggi gamma tra 100 GeV e 100 TeV. L'acronimo è stato scelto in onore di Victor Hess, scopritore dei raggi cosmici.
H.E.S.S. osserva la luce Čerenkov prodotta dall'interazione tra i fotoni gamma della sorgente e l'atmosfera terrestre; la combinazione di 4 telescopi permette di risalire all'energia e alla direzione d'arrivo del singolo fotone.
La sensibilità di H.E.S.S. permette di osservare nel dominio dei raggi gamma sorgenti astronomiche dell'intensità dell'ordine del millesimo del flusso della nebulosa del Granchio (prima sorgente rivelata, utilizzata come candela di riferimento).
H.E.S.S. è situato in Namibia, nelle vicinanze di Gamsberg. Il primo telescopio ha iniziato a osservare il cielo nell'estate 2002, e nel dicembre 2003 l'intero sistema è diventato operativo.
Nel 2004, H.E.S.S. è stato il primo telescopio Čerenkov a ottenere un'immagine in due dimensioni di una sorgente estesa di raggi gamma (il resto di supernova RX J1713.7-3946, probabilmente associato alla supernova storica SN 393; fino ad allora tutte le sorgenti rivelate erano puntiformi).
Nel 2005 è stato comunicato che H.E.S.S. aveva rivelato 8 nuove sorgenti gamma, raddoppiando di fatto il numero di oggetti conosciuti a questa lunghezza d'onda.
Nel 2012 ha avuto la prima luce H.E.S.S. II, costituito dai quattro telescopi da 12 m già presenti a formare un quadrato di 120 m per lato, più un quinto da 28 m posizionato al centro, permettendo di abbassare a 20 GeV la soglia di osservazione.